# Узбекистан на зимних Олимпийских играх 2014
Узбекистан принимал участие в зимних Олимпийских играх 2014 года, которые проходили в Сочи, Россия с 7 по 23 февраля. Узбекистан представляли 3 спортсмена. В фигурном катании — Миша Ге, в  горнолыжном спорте  — Ксения Григорьева и Артём Воронов.

## Состав и результаты олимпийской сборной Узбекистана

### Горнолыжный спорт
Спортсменов — 2
Мужчины
| Соревнование      | Спортсмены    | Скоростной спуск/ 1 спуск | Скоростной спуск/ 1 спуск | Слалом/ 2 спуск | Слалом/ 2 спуск | Всего   | Место |
| Соревнование      | Спортсмены    | Время                     | Место                     | Время           | Место           | Всего   | Место |
| ----------------- | ------------- | ------------------------- | ------------------------- | --------------- | --------------- | ------- | ----- |
| Гигантский слалом | Артём Воронов | 1:37,09                   | 72                        | 1:38,36         | 68              | 3:15,45 | 67    |
| Слалом            | Артём Воронов | 1:00,42                   | 70                        | 1:10,54         | 40              | 2:10,96 | 39    |

Женщины
| Соревнование      | Спортсмены        | Скоростной спуск/ 1 спуск | Скоростной спуск/ 1 спуск | Слалом/ 2 спуск | Слалом/ 2 спуск | Всего           | Место           |
| Соревнование      | Спортсмены        | Время                     | Место                     | Время           | Место           | Всего           | Место           |
| ----------------- | ----------------- | ------------------------- | ------------------------- | --------------- | --------------- | --------------- | --------------- |
| Гигантский слалом | Ксения Григорьева | 1:34,56                   | 67                        | 1:36,98         | 65              | 3:11,54         | 64              |
| Слалом            | Ксения Григорьева | 1:07,77                   | 54                        | не финишировала | не финишировала | не финишировала | не финишировала |

### Фигурное катание
| Соревнование              | Спортсмены | Короткая программа | Короткая программа | Произвольная программа | Произвольная программа | Всего        | Всего |
| Соревнование              | Спортсмены | Сумма баллов       | Место              | Сумма баллов           | Место                  | Сумма баллов | Место |
| ------------------------- | ---------- | ------------------ | ------------------ | ---------------------- | ---------------------- | ------------ | ----- |
| Мужское одиночное катание | Миша Ге    | 68,07              | 18                 | 135,19                 | 17                     | 203,26       | 17    |